# Kees Kwakman
Kees Kwakman est un footballeur néerlandais, né le 10 juin 1983 à Purmerend aux Pays-Bas. Il évolue comme milieu défensif.

## Palmarès
Vierge